# 中国日报香港版
中国日报香港版（China Daily Hong Kong Edition）创办于1997年，是在香港发行的唯一一份中國全國發行的英語報章。
《中国日报香港版》每周一至周五出版对开24版。

## 版本

### 电邮版
2007年2月中国日报电邮报诞生，精选中国日报报道文章发送给订阅会员，目前每周一至周六出版Daily Update版本，每周六出版China Business Weekly版本，在全世界有18万读者。

### 网络版
中国日报香港网站为全球读者提供在线服务。

### 手机版
2009年9月中国日报登陆iPhone手机，提供国际、国内时政、财经、评论、文化、生活、体育等各类新闻信息和照片。读者可以在苹果在线商店与Google Play免费下载阅读APP（China Daily News）到iPhone 和Android手机。

## 相關事件

### 誤報歐盟支持香港政改方案
於2015年5－6月，香港立法會審議政改方案，至6月5日，中國日報報道歐盟支持有關方案，但同日即被歐盟駐港澳辦事處去信反駁。

### 反送中運動期間發報抹黑消息
因應反對逃犯條例修訂草案運動，中國日報香港版的facebook專頁曾於9月9日晚發佈一訊息，指香港的反政府狂熱分子將於9月11日（即美國九一一袭击事件同日）發動類似的恐怖襲擊，當中包括炸毀天然氣管道、無差別地攻擊非以廣東話為母語的人士及放火燒山等，並配以美國911事件雙塔焚毀時的圖片。但有關報導並沒有任何可靠的來源支持，而且此做法亦與中國官方媒體常以恐怖分子等手法來標籤來自香港的抗爭者的手法相類似。不少抗爭者因應有關消息，均發佈會於9月11日當天暫停抗爭活動，並會為美國911事件中對抗恐襲人士致以敬意。

## 引用文獻
1. ↑  . 国务院新闻办公室门户网站.   [2021-10-22]. （原始内容存档于2021-10-22）.
2. ↑  . 中华人民共和国国务院新闻办公室.   [2021-10-22]. （原始内容存档于2021-10-22）.
3. ↑  . 中华人民共和国驻大不列颠及北爱尔兰联合王国大使馆.   [2021-10-22]. （原始内容存档于2021-10-26）.
4. ↑  Vincent Piket.  (PDF).   [2020-06-05]. （原始内容存档 (PDF)于2019-08-18）.
5. ↑  . 自由時報.   [2019-09-12]. （原始内容存档于2020-06-02）.
6. ↑  Sarah Zheng. . South China Morning Post.   [2019-09-12]. （原始内容存档于2020-11-12）.
7. ↑  . Standard Digital.   [2019-09-12]. （原始内容存档于2019-09-13）.
8. ↑  BILLIE THOMSON FOR MAILONLINE. . Daily Mail.   [2019-09-12]. （原始内容存档于2020-11-27）.